# Проскуряков, Борис Владимирович
Борис Владимирович Проскуряков (20 мая 1901, Вологда — 31 июля 1993, Санкт-Петербург)-  выпускник Ленинградского института инженеров путей сообщения (1927), профессор, доктор технических наук (1945), заслуженный деятель науки и техники РСФСР (1961), директор Всесоюзного научно-исследовательского института гидротехники (1946—1963), член Совета Международной ассоциации гидравлических исследований (МАГИ), вице-президент МАГИ (1963—1967), почетный доктор Тулузского университета (Франция) (1962).

## Биография
Родился 20 мая 1901 года в г. Вологда. Отец — Владимир Николаевич Проскуряков — врач, окончивший Императорскую Военно-медицинскую академию, личный дворянин, надворный советник, гласный Вологодской городской думы начала XX века. В семье было четверо детей, Борис был старшим сыном.
В декабре 1918 года получил аттестат зрелости об окончании восьми классов Вологодской мужской гимназии. После окончания в 1927 г. Ленинградского института инженеров путей сообщения Б. В. Проскуряков работал в ЮжТурксибе (г. Алма-Ата), а затем — в Институте водного хозяйства Средней Азии (г. Ташкент).
В 1931 г. он переходит в Северо-Западное отделение Теплоэлектропроекта, где им совместно с Н. М. Бернадским предложен метод проектирования прудов-охладителей тепловых электростанций.
В 1932 г. перешел на работу в Научно-исследовательский институт гидротехники. Здесь ярко проявились не только его научные, но и организаторские способности. В 1933 г. в институте по инициативе Б. В. Проскурякова и под его руководством была создана первая в нашей стране Гидроледотермическая лаборатория.
В 1937 г. была присуждена ученая степень кандидата технических наук без защиты диссертации.
В период с 1941 по 1945 гг. им были опубликованы результаты научных разработок по вопросам проходимости болот, снежного покрова и грунтов в распутицу разными родами войск. Эти разработки легли в основу докторской диссертации, которую он защитил весной 1945 г. в Ленинграде. За образцовое выполнение заданий командования Б. В. Проскуряков награждён орденом «Красной Звезды» и несколькими медалями.
После демобилизации в 1946 г. Б. В. Проскуряков назначается директором Всесоюзного научно-исследовательского института гидротехники (ВНИИГ).
В 1959 г. избирается в состав Совета Международной Ассоциации гидравлических исследований (МАГИ), а затем и вице-президентом МАГИ (1963—1967 гг.).
В1962 г. избран почетным доктором Тулузского университета (Франция).
В 1963 г. перешел на педагогическую работу в Ленинградский гидрометеорологический институт (ЛГМИ).
До конца своих дней он продолжал научные исследования, работу по подготовке молодых научных кадров. Умер 31 июля 1993 г. в возрасте 92-х лет.
Похоронен на Серафимовском кладбище Санкт-Петербурга.

## Общественная деятельность
- Председатель Президиума Совета старейших энергетиков Ленинграда;
- руководитель секции гидроэнергетики и водного хозяйства ЦЕНТОЭП;
- председатель ледового Комитета Советского Национального Комитета МАГИ;
- член Ученых советов ЛГМИ, ВНИИГ, ГГИ;
- председатель координационного комитета по ледовым проблемам.

## Награды
- Орден Красной Звезды
- Орден Трудового Красного Знамени
- Орден «Знак Почета»
- Почетное звание «Заслуженный деятель науки и техники РСФСР»